# Santa Maria dei Miracoli (Nápoly)
A Santa Maria dei Miracoli templom Nápolyban, az egykori városfalakon kívül, a történelmi központtól északkeletre a Via Foria mentén

## Története
A 17. században épült a Szent Lőrinc szerzetesrend számára. 1660-ban a Pio Monte della Misericordia egyházi karitatív szervezet tulajdona lett, akik később ferences zárdává alakították. A későbbiekben Francesco Antonio Picchiatti, Cosimo Fanzago valamint Domenico Tango is újított az épületen. A latin kereszt alaprajzú templomot Giovanni Domenico Vinaccia szobrai díszítik. A freskók Andrea Malinconico-tól származnak. A kolostorban ma iskola működik.